# Providence Steamrollers
Providence Steamrollers, som bildades 1946 och upplöstes 1949, var en basketklubb från Providence i Rhode Island och som spelade i Basketball Association of America (BBA) mellan 1946/1947 och 1948/1949.
Steamrollers var ett av lagen som spelade den allra första BAA-säsongen då laget slöt på 28 segrar och 32 förluster i grundserien och slutade på fjärde plats i Eastern Division vilket gjorde att de missade slutspelet.
Steamrollers innehar det mindre roliga NBA-rekordet för minst antal vinster under en säsong när de bara tog sex segrar säsongen 1947/1948.
Steamrollers spelade sina hemmamatcher i Rhode Island Auditorium.
Providence Steamrollers är det enda basketlaget från Rhode Island som har spelat i BBA eller NBA. Dessutom är Steamrollers det senaste laget från Rhode Island som spelat i en av de fyra stora nordamerikanska proffsligorna.